# 党河
党河是蒙古语“党金果勒河”译名的简称，位于中国甘肃省河西走廊西端，属于疏勒河水系的内陆河流。

## 简介
党河发源于肃北蒙古族自治县盐池湾自然保护区，上游汇集疏勒南山南坡与党河南山北坡的诸冰川支流，西北向流经肃北县党城湾，经党河水库，拐向东北，入敦煌绿洲，至敦煌市，原在北土窑墩注入疏勒河，并最终消耗于敦煌西湖。党河全长390公里，流域面积可达1.68万平方公里，年平均径流量为2.99亿立方米，是敦煌市的水利命脉和重要的灌溉水源，是敦煌人民的母亲河。历史上党河还有余流分两支分别注入哈拉奇和疏勒河。在20世纪后期，由于大量引灌和入渗等原因，一般很难到达交汇处，两支流均断流，从此成为一条独立河流。

## 名称由来
党河的历史非常悠久，汉称氐置水，唐叫甘泉水，宋为都乡河，元、明两代叫西拉噶金河，到了清代改为现在的名字。“党金果勒”的意思是肥沃的草原。

## 地理

### 干流
党河发源于疏勒南山南坡和党河南山北坡的冰川群。作为党河水源的冰川有338条（疏勒南山南坡67条，党河南山北坡271条），储水量1.11亿立方米。其源头有二：南部源头为大水河，北部源头为开腾河（奎腾河）。分别源出肃北蒙古族自治县巴音泽尔肯乌拉和崩坤达坂冰川群，源头主要支流8条，大水河由巴音泽日肯、野牛沟、水梁沟、艾力森昆德四股水汇成；开腾河由哈拉昆德、夏拉昆德、巴杂开腾、乌兰艾热格四股水汇成。各各支流在两河峡口汇合，向西北流入漫土滩后全部渗入地下形成潜流，至乌兰窑洞、扣肯沿一带溢出地表形成径流拾阶而下，汇众泉而成巨流，沿党河谷地向西北流，依次接纳左右两岸之泉水，汇集大支流扎子沟、柳树沟、清水沟之水奔腾急下，经大别盖，绕桥头子，出党河水峡口，经党城湾镇、芦草湾、浪湾，再西北流，切穿鸣沙山，出境。
上游开腾河（奎腾河）在青海省海西县称伊克奎屯郭勒，蒙古语，意为大寒流河，分两支：北支称巴嘠奎屯郭勒，蒙古语，意为小寒流河；南支称奎屯郭勒。两支汇合后始称伊克奎屯郭勒；两河向北流出州境，汇聚于甘肃省肃北县境内，始称夏日嘠勒金河（党河）。肃北境内长280千米（一说276千米，流域面积21410平方千米），平均坡降0.94%。全流域面积21410平方千米，肃北境内流域面积6460平方千米。党城湾水文站以上集水面积14325平方千米，年径流量3.16108立方米，年平均流量为10.4立方米/秒。
出肃北县后，穿过鸣沙山，在沙枣园（也称党河峡口）进入党河水库，原河道折向东北流，灌区建成后，河水全部进入党河总干渠，在西千佛洞附近折向东北流，入敦煌绿洲，经七里镇、敦煌市沙州镇、分散进入敦煌市三个灌渠。经莫高镇、转渠口镇、肃州镇。原向东北，至敦煌市北注入疏勒河。自1975年党河水库建成蓄水后，党河断流，灌区干、支、斗渠相继层衬砌，地下水渗补量剧减。很少与疏勒河汇流。全长390千米，流域面积1.7万平方千米。
党河以乌兰窑洞以上为上游，沙枣园（党河水库）以下为下游。上游坡降1/70-1/150；中游坡降自 1/10-1/300；下游坡降1/500左右。中游坡降大，水流最急，有的地方落差达几十米，潜藏着巨大的发电能力。作为党河和疏勒河尾端的敦煌西湖，是国家级自然保护区，主要径流是疏勒河、党河，因多种原因基本断流。保护区内的湿地，主要水源由地下潜流提供，西祁连山和东阿尔金山的雪山融水渗入地下，经过地下潜流，在低海拔的地区以泉涌的形式流出地面，形成大面积的季节性沼泽型湿地。

### 支流
党河主要依靠冰川冰雪融水、泉水和大气降水补给，冰川融水补给量约占党河全年径流的39.8%。支流很少，最大支流是右岸的野馬河。党河水系包括党河干流（一般称党河）、敦煌南湖泉水和一些小沟小河等。

#### 河沟
属于党河水系的河沟，有位于野马山前山边缘的西水沟、康沟、石墙子、北沟、小草湖、黑沟、掉石沟、红柳峡等，流域面积2067平方千米，年总径流量0.3433亿立方米。由泉水补给的红柳峡河，流域面积460平方千米，正常流量0.238立方米/秒，年径流量0.0693亿立方米。

#### 泉水
肃北盐池湾奎腾郭勒温泉，位于党河源头夏尔拉排，地理坐标在北纬38°41′，东经96°51′37″处。温泉位于独山子山腰阴坡，海拔3890米，此处三眼温泉一字排开，出露地表，长约150米，每泉高程只相差3米，泉水从陡坡上留下，注入奎腾郭勒。奎腾温泉水温介于34到35.4°C之间，涌水高程2-6厘米，出水量较大。水源为硫磺矿层的承压水，泉水析出物呈土黄色，形成松散的泉华，堆积成泉华扇和泉华丘。
哈鲁乌苏温泉，位于盐池湾乡境内之疏勒河流域的硫磺山崩坤水沟中间，距开腾温泉30公里，处于一条水线上，也有三眼泉水从海拔4192米处泄下。
南湖泉水，属于党河分出水流，党河水从府北流出山后经沙枣园一带渗漏，在崔木土山东北山麓附近大沟、山水沟、西头沟等处出露形成泉水，径流吐9902.3万立方米。分别汇集到阳关镇的黄水坝、新工坝、西头向坝和山水沟坝，以敦煌市引水灌溉农田后，余水重新渗入地下流向西湖。
敦煌月牙泉也属于党河水系。由沙子堆积而成鸣沙山与月牙泉共处一地，月牙泉含水量并不多，因为形似月牙而得名，四周被流沙环抱。位于月牙泉风景区，古称沙井，俗名药泉，位于甘肃省敦煌市西南5千米鸣沙山北麓。月牙泉南北长近100米，东西宽约25米，泉水东深西浅，最深处约5米，弯曲如新月，因而得名，有“沙漠第一泉”之称，自汉朝起即为“敦煌八景”之一。

#### 湖泊
党河沿岸出水量大的个别泉水，由于地势比较平坦，水流不畅，泉水出露后汇成面积不等的小湖泊，有十数处。比较大的湖泊为野马峰天池，位于野马山海拔3960米处群峰之间，湖呈马蹄形，又名马蹄海（蒙语称德诺津尔）。周长6000米，面积约1.9平方千米，水源、由积雪融水和降水补给，池水面积约1800亩，水最深处5米。长期蒸腾浓缩，水中含盐量增高，形成微碱水湖，水中多生水草，池面常有鸭类、鹤类等水鸟浮游。

### 水系变迁
党河是疏勒河最大的支流，党河、疏勒河在哈拉湖（后称青盐池）一带合流后仍称疏勒河继续西流。地质年代，疏勒河曾流入新疆境内的罗布泊，后因西部地形隆起，终止于敦煌境内最西端的西湖。清雍正年间（公元1723-1736年），当局为运输军粮，曾开凿“皇渠”等数条河道，引布鲁湖之水西入党河，终至哈拉奇。由于水少沙多，水运计划搁浅。但所开凿之渠道并未罢废，遂形成日瓜州县城附近河渠的基本规模，并导致其上游之布鲁湖于19世纪中叶彻底干涸。党河下游在汉唐时期曾遍布湖沼，至清代中期由于灌溉用水的增加，大部皆缩减或干涸。‘哈拉奇’在清代的时候也干涸了，渐渐被东进的库姆塔格沙漠包围，附近的人都叫这里‘北枯沟’。
1975年以前党河水库未建成，党河可向疏勒河下游泄水，疏勒河河道尚有流水，西湖湿地水域面积还较大。1975年党河水库修建后，随着敦煌党河灌区灌溉面积的扩大，党河下泄水量日益减少。20世纪后期起，多数情况下党河与疏勒河已无明显水力联系，仅在大洪水时有少量洪水汇入疏勒河下游河道。
2011年6月，《敦煌水资源合理利用与生态保护综合规划》获批复。国家下达21专项资金用于治理敦煌生态。在该规划支持下,酒泉及敦煌地区相继实施灌区节水改造、河道恢复与归束、党河流域水资源监测调度、月牙泉恢复补水、水土保持生态建设等工程。目前党河、疏勒河河道已全线疏通。从2017年开始“哈拉奇”就开始逐渐恢复，党河、疏勒河下泄的生态水量合流到达敦煌西湖国家级自然保护区腹地。2019年的降水比较多，所以“哈拉奇”湖面也比较大，从北到南有8公里长，面积有5平方公里。据史料记载“哈拉奇”之前一直都是野骆驼的栖息地，但是由于水源的枯竭，野骆驼几近绝迹。而当“哈拉奇”重新泛起碧波后，野骆驼们再次出现在“哈拉奇”。如今的“哈拉奇”水域，生长着茂盛的芦苇，研究人员不完全统计到的鸟类就有20种左右。